# Lando Buzzanca
Lando Buzzanca (Palermo, 24 de agosto de 1935 – Roma, 18 de dezembro de 2022) foi um ator e cantor italiano. Em 2008, recebeu o Globo de Ouro de melhor ator por seu desempenho em I Vicerè.

## Biografia
Nascido em Palermo em 1935 em uma família de atores, Buzzanca decidiu desde cedo seguir os passos de seus parentes, frequentando as aulas da Sharoff Academy, a primeira escola de arte dramática italiana a praticar o Método Stanislavskij. Seu belo físico e alta estatura lhe renderam o papel de figurante do filme “Ben Hur (1959)”. Durante sua carreira, o italiano atuou em equilíbrio entre o cinema mais sério, com autores como Germi e Lattuada, e a comédia sexy italiana do início dos anos 1970. Buzzanca estreou em 1961 no “Divorzio all'italiana”, de Pietro Germi, e o sucesso veio com “Il merlo maschio” (1971), de Pasquale Festa Campanile. 
Faleceu em Roma em 18 de dezembro de 2022. A causa do falecimento não foi informada, mas o artista sofria de demência grave e havia sido hospitalizado após cair de uma cadeira na residência sanitária assistencial (RSA) em que vivia. No mês passado, o médico de Buzzanca, Fulvio Tomaselli, já havia denunciado que o ator estava debilitado, "Ele tem 87 anos, mas parece ter 115. Já estava nesse estado em julho. Em seis meses ele perdeu entre 25 e 30 quilos", disse.

## Filmografia parcial
- Ben-Hur, de William Wyler (1959)
- Divorzio all'italiana, de Pietro Germi (1961)
- I giorni contati, de Elio Petri (1962)
- La smania addosso, de Marcello Andrei (1963)
- La parmigiana, de Antonio Pietrangeli (1963)
- Le monachine, de Luciano Salce (1963)
- Tutto il bello dell'uomo, de Aldo Sinesio (1963)
- I mostri, de Dino Risi (1963)
- Senza sole né luna, de Luciano Ricci (1964)
- Extraconiugale, episódio "La doccia", de Massimo Franciosa (1964)
- Cadavere per signora, de Mario Mattoli (1964)
- Sedotta e abbandonata, de Pietro Germi (1964)
- I marziani hanno dodici mani, de Castellano e Pipolo (1964)
- L'idea fissa, episódio "La prima notte", de Mino Guerrini e Gianni Puccini (1964)
- Il magnifico cornuto, de Antonio Pietrangeli (1964)
- Su e giù, de Mino Guerrini (1965)
- Letti sbagliati, de Steno (1965)
- James Tont operazione U.N.O., de Bruno Corbucci (1965)
- James Tont operazione D.U.E., de Bruno Corbucci (1965)
- Le corniaud, de Gérard Oury (1965)
- Racconti a due piazze, de Gianni Puccini (1965)
- Made in Italy, de Nanni Loy (1965)
- I nostri mariti, episódio "Il marito di Olga", de Luigi Zampa (1966)
- Per qualche dollaro in meno, de Mario Mattoli (1966)
- Vaya con dios gringo, de Edoardo Mulargia (1966)
- Ringo e Gringo contro tutti, de Bruno Corbucci (1966)
- Caccia alla volpe, regia di Vittorio De Sica (1966)
- Spia spione, de Bruno Corbucci (1967)
- Una Rosa per tutti, de Franco Rossi (1967)
- Don Giovanni in Sicilia, de Alberto Lattuada (1967)
- Operazione San Pietro, de Lucio Fulci (1967)
- Fermate il mondo... voglio scendere!, de Giancarlo Cobelli (1968)
- Colpo di sole, de Mino Guerrini (1968)
- Le dolci signore, de Luigi Zampa (1968)
- Meglio vedova, de Duccio Tessari (1968)
- Sette uomini e un cervello, de Rossano Brazzi (1968)
- Puro siccome un angelo papà mi fece monaco... di Monza, de Giovanni Grimaldi (1969)
- La donna a una dimensione, non accreditato, de  Bruno Baratti (1969)
- Il trionfo della casta Susanna, de Franz Antel (1969)
- Quei temerari sulle loro pazze, scatenate, scalcinate carriole, de Ken Annakin (1969)
- Professione bigamo, de Franz Antel (1969)
- Nel giorno del Signore, de Bruno Corbucci (1970)
- Un caso di coscienza de Giovanni Grimaldi (1970)
- Il debito coniugale, de Franco Prosperi (1970)
- Quando le donne avevano la coda, de Pasquale Festa Campanile (1970)
- La prima notte del dottor Danieli, industriale col complesso del... giocattolo, de Giovanni Grimaldi (1970)
- Il merlo maschio, de Pasquale Festa Campanile (1971)
- Homo Eroticus, de Marco Vicario (1971)
- Le belve, de Giovanni Grimaldi (1971)
- Il prete sposato, de Marco Vicario (1971)
- Il vichingo venuto dal sud, de Steno (1971)
- L'uccello migratore, de Steno (1972)
- Il sindacalista, de Luciano Salce (1972)
- La schiava io ce l'ho e tu no, de Giorgio Capitani (1972)
- Jus primae noctis, de Pasquale Festa Campanile (1972)
- La calandria, de Pasquale Festa Campanile (1972)
- Quando le donne persero la coda, de Pasquale Festa Campanile (1972)
- Le inibizioni del dottor Gaudenzi, vedovo, col complesso della buonanima, de Giovanni Grimaldi (1972)
- Nonostante le apparenze... e purché la nazione non lo sappia... All'onorevole piacciono le donne, de Lucio Fulci (1972)
- Il magnate, de Giovanni Grimaldi (1973)
- Io e lui, de Luciano Salce (1973)
- Bello come un arcangelo, de Alfredo Giannetti (1974)
- L'arbitro, de Luigi Filippo D'Amico (1974)
- Il domestico, de Luigi Filippo D'Amico (1974)
- Il gatto mammone, de Nando Cicero (1975)
- Il fidanzamento, de Giovanni Grimaldi (1975)
- Il cav. Costante Nicosia demoniaco ovvero: Dracula in Brianza, de Lucio Fulci (1975)
- San Pasquale Baylonne protettore delle donne, de Luigi Filippo D'Amico (1976)
- Il pupazzo, de René Cardona Jr. (1977)
- Dalla Cina furia fifa e karatè, de Sergio Corbucci (1977)
- Travolto dagli affetti familiari, de Mauro Severino (1978)
- Prestami tua moglie, de Giuliano Carnimeo (1980)
- Los Crápulas, de Jorge Pantano (1981)
- Vado a vivere da solo, de Marco Risi (1982)
- Secondo Ponzio Pilato, de Luigi Magni (1987)
- O diabo na cama, de Michele Massimo Tarantini (1988)
- Tutti gli anni una volta l'anno, de Gianfrancesco Lazotti (1995)
- Il popolo degli uccelli, de Rocco Cesareo (1999)
- Il segreto del giaguaro, de Antonello Fassari (2000)
- Incidenti, episódio "Cari amici vicini e lontani", de Toni Trupia (2005)
- I Vicerè, de Roberto Faenza (2007)